# لاردو رانچتس وست، تگزاس
لاردو رانچتس وست (به انگلیسی: Laredo Ranchettes West) یک منطقهٔ مسکونی در ایالات متحده آمریکا است که در تگزاس واقع شده‌است. لاردو رانچتس وست ۰ نفر جمعیت دارد.